# Zapiekanka

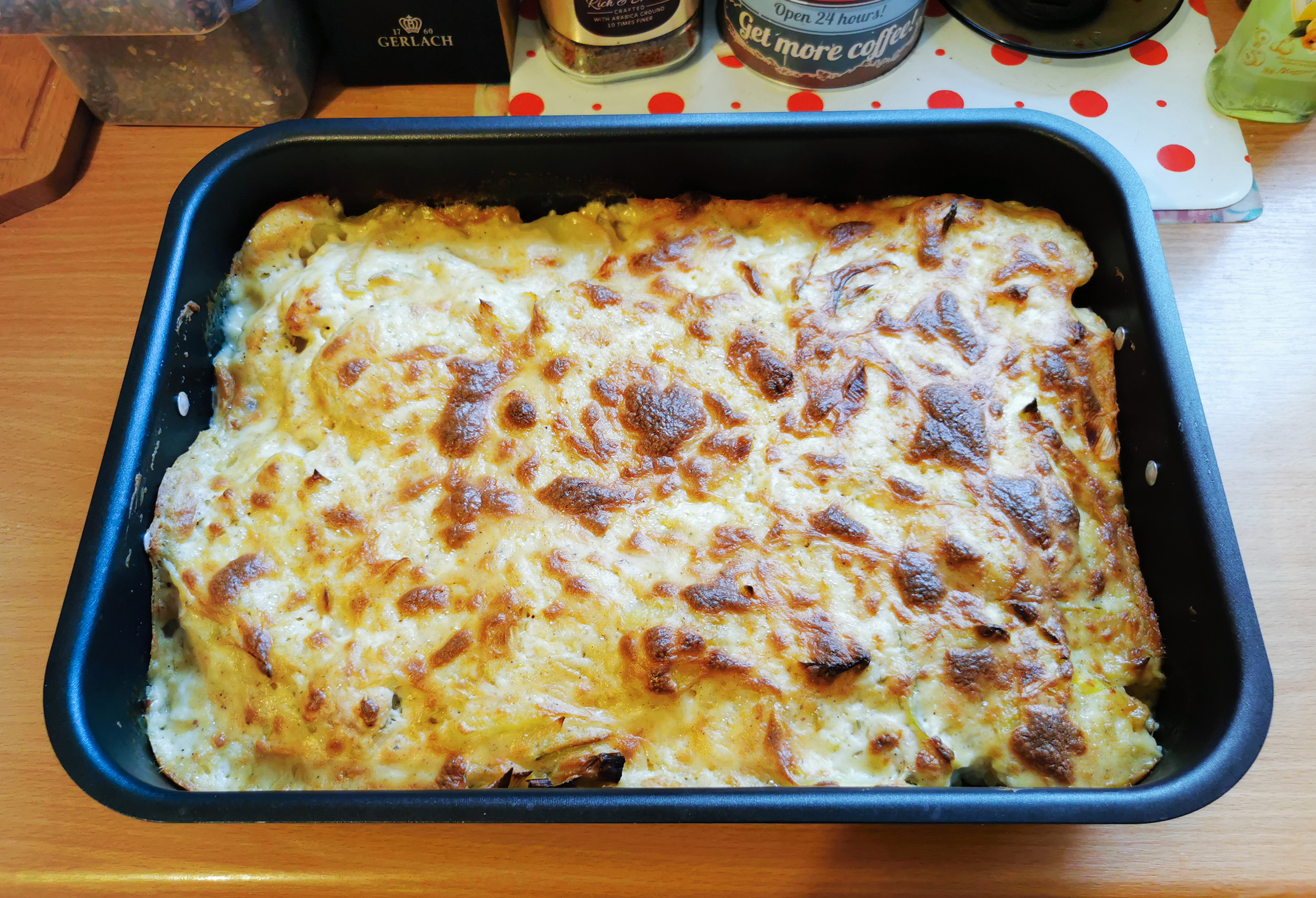
Zapiekanka ziemniaczana z beszamelem

Zapiekanka – w podstawowym znaczeniu jest to rodzaj jednogarnkowej potrawy – mieszaniny różnych produktów (makaronów, mięsa, jarzyn, serów) zapiekanych razem w piekarniku, często z dodatkiem sosów.
Zapiekankami są m.in. takie potrawy jak:
- włoska lasagne ze specjalnego makaronu i mięsa
- grecka musaka z makaronu, mięsa i bakłażanów
- żydowski kugel z ziemniaków lub warzyw, lub makaronu (zarówno na słono i na słodko)